# ブラント・ドーハティ
ブラント・ドーハティ（Brant Daugherty, 1985年8月20日 - ）は、アメリカ合衆国の俳優である。

## 出演作品

### テレビ
- アーミー・ワイフ（パトリック・クラーク）
- プリティ・リトル・ライアーズ（ノエル）
- プライベート 〜女子寮連続殺人事件
- フィフティ・シェイズ・フリード